# Otto Kähler (Bühnenbildner)
Otto Kähler (* 11. November 1910 in Lübeck; † 18. Mai 1991 in Berlin) war ein deutscher Bühnenbildner und Intendant.

## Leben
Kähler absolvierte 1936–38 am Theater in Breslau eine Lehre als Theatertischler und wurde anschließend Bühnenbildner an der Schlesischen Landesbühne Brieg und am Stadttheater in Güstrow. 1945 wurde er dort Intendant, 1948 dann Generalintendant des Mecklenburgischen Staatstheaters Schwerin. Anschließend war er 1950–53 Bezirksrat für Volksbildung in Berlin–Weißensee, bevor er als Ausstattungsleiter 1953–59 am Potsdamer Hans-Otto-Theater, 1959–77 am Theater der Freundschaft in Berlin wirkte.
Kähler war bis 1990 Mitglied des Verbands Bildender Künstler der DDR. Er war Mitglied der Organisation Internationale des Scénographes Techniciens et Architectes de Théâtre (IOSTAT), ab 1967 Mitglied deren Szenografie-Kommission und ab 1975 Präsident und Vorsitzender der AG Bühnenbild der DDR-Sektion der IOSTAT.

## Ehrungen
- 1966 Nationalpreis der DDR III. Klasse für Kunst und Literatur (im Kollektiv)
- 1975 Kritikerpreis der Berliner Zeitung[1]